# Megaphlaeoba crassiceps
Megaphlaeoba crassiceps är en insektsart som beskrevs av Willemse, C. 1951. Megaphlaeoba crassiceps ingår i släktet Megaphlaeoba och familjen gräshoppor. Inga underarter finns listade i Catalogue of Life.